# بيت التراث
بيت التراث هو منزل تراثي يقع في الإمارات العربية المتحدة. بُني حوالي عام 1890م على يد مطر بن سعيد بن مزينة في منطقة الراس في دبي. وكان حينها يقتصر على حجرتين تطلان على حوش فسيح أقيمت فيه بعض الغرف الصغيرة المشيدة من سعف النخيل. في عام 1910 جرت توسعة مساحة البيت وإضافة عدة غرف في الجهة الشمالية والغربية بعد أن انتقلت ملكيته إلى أحمد بن دلموك أحد تجار اللؤلؤ في المنطقة، حتى العام 1935 حيث تمت اعادة هندسة وتصميم البيت على يد ابراهيم السيد عبدالله عن طريق تغيير المكونات الداخلية للبيت وإضافة الرسوم والنقوش والعناصر التجميلية حتى أخذ البيت الشكل الذي يتمتع به الآن. يُعد البيت نموذجاً حياً للبيت التقليدي للأسرة الإماراتية، بما يحتويه من تصاميم وقيم ومضامين تلبي حاجات السكان، وهو اليوم أحد المواقع التراثية الهامة في منطقة الرأس في دبي، التي تعمل هيئة دبي للثقافة والفنون على إدارتها والإشراف على تنظيمها.

## أقسام بيت التراث

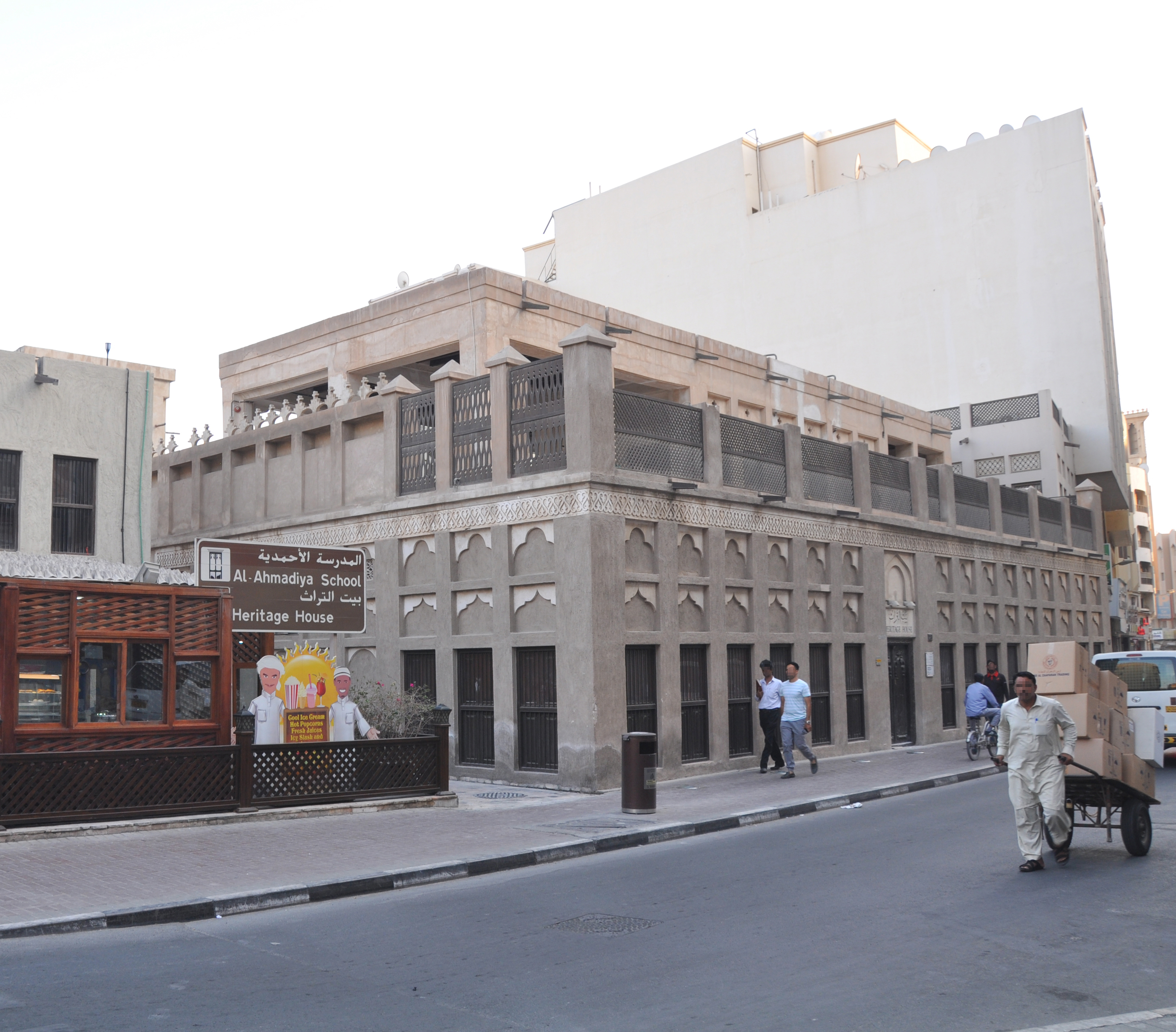
مدخل بيت التراث

يعتبر بيت التراث مثالاً للبيوت الإماراتية التقليدية وهو يحتوي على الأجزاء التالية:
- المجلس الرئيسي وهو الجزء الخاص باستقبال الضيوف والزوار وهو عبارة عن قاعة كبيرة بعد المدخل مباشرة ومطلة باتجاه الخارج، بحيث يكون المجلس منفصلا عن بقية أجزاء المنزل ومرتبطاً به بباب صغير فقط لتقديم الخدمة للضيوف، ويكون المجلس مفروشاً بالسجاد الفاخر والمساند المزركشة.
- مجلس النساء وهو الجزء المخصص لاستقبال النساء من الضيوف والأقارب والجيران ويكون منفصلاً عن الخارج ومطلاً على الفناء الداخلي للبيت.
- غرفة العروس التي تحوي صندوق الذهبة وكل ما تحتاجه العروس من ملابس وزينة وعطور وتكون الغرفة مفروشة بالسجاد والمطارح والمساند المزركشة
- الفناء وهو من الأجزاء الرئيسية في البيوت التقليدية الإماراتية وهو مفتوح على الفضاء الخارجي، وتطل جميع غرف البيت على الفناء ماعدا المجلس الرئيسي الذي يطل نحو الخارج.
- غرفة المعيشة الرئيسية المخصصة لسكان المنزل حيث يجتمعون فيها للجلوس وتناول الطعام.
- المخزن عبارة عن غرفتين لتخزين المؤونة.
- المطبخ ويحتوي على الأدوات والأواني الخاصة بالطبخ.
- بئر الماء وهي بئر ماء مالحة للغسل والتنظيف أما المياه العذبة فكان يتم الحصول عليها من الآبار العذبة من مناطق أخرى.

كما يحتوي بيت التراث على ممرات وأبراج هوائية (براجيل) وكل ما من شأنه تلبية الحاجات المعيشية للقاطنين بالإضافة لتأمين الخصوصية والراحة تماشياً مع العادات والتقاليد والقيم الاجتماعية والدينية.